# Chipping Ongar
Chipping Ongar este un oraș în comitatul Essex, regiunea East, Anglia. Orașul se află în districtul Epping Forest.